# Varcijani
Varcijani su keltizirano pleme koje je nastanjivalo područje srednje Posavine između Sesveta i ušća rijeke Lonje, a prozvani su po svom gradu Varceia, koji ni dan danas arheolozi nisu uspjeli pronaći. Bili su unovčeni u rimske legije u doba   Batonovog ustanka kao posebna konjička jedinica.